# Bạch Hà, Nghệ An
Bạch Hà là một xã thuộc tỉnh Nghệ An, Việt Nam. Xã được hình thành trên cơ sở sáp nhập các xã Đại Sơn, Hiến Sơn, Mỹ Sơn và Trù Sơn của huyện Đô Lương trong đợt Sáp nhập tỉnh thành Việt Nam 2025.

## Địa lý
Xã Bạch Hà có vị trí địa lý:
- Phía Đông giáp xã Văn Kiều;
- Phía Nam giáp xã Nam Đàn và xã Xuân Lâm;
- Phía Tây giáp xã Văn Hiến, xã Thuần Trung và xã Đại Đồng;
- Phía Bắc giáp xã Văn Hiến và xã Hợp Minh.

Xã Bạch Hà có diện tích tự nhiên 79,28 km².

## Hành chính và tên gọi
Xã Bạch Hà được thành lập theo Nghị quyết số 1678/NQ-UBTVQH15 của Ủy ban Thường vụ Quốc hội Việt Nam, ban hành ngày 16 tháng 6 năm 2025. Theo đó, sắp xếp toàn bộ diện tích tự nhiên, quy mô dân số của các xã Đại Sơn, Hiến Sơn, Mỹ Sơn và Trù Sơn thuộc huyện Đô Lương trước đây thành một xã mới có tên gọi là xã Bạch Hà.
Trước đó, theo Đề án sắp xếp đơn vị hành chính cấp xã tỉnh Nghệ An, xã này là xã Đô Lương 4.
Sau sắp xếp xã có diện tích tự nhiên: 79,28 km², quy mô dân số: 39.332 người.